# Flying Lotus
Flying Lotus, vlastním jménem Steven Ellison (* 7. října 1983, Los Angeles) je americký hudebník a hudební producent. Je prasynovcem jazzové klavíristky Alice Coltrane a jejího manžela, saxofonisty Johna Coltrana. Jeho první nahrávku, album nazvané podle roku jeho narození – 1983 – vydala v roce 2006 nezávislá společnost Plug Research. V následujícím roce podepsal smlouvu s anglickým vydavatelstvím Warp Records a ještě toho roku zde vydal svou první nahrávku: EP s názvem Reset. Do roku 2014 vydala společnost Warp jeho další čtyři studiová alba. V roce 2012 vydal mixtape Duality pod pseudonymem Captain Murphy. Během své kariéry spolupracoval s mnoha hudebníky, mezi které patří například Snoop Dogg, Angel Deradoorian, Herbie Hancock a Kendrick Lamar.

## Diskografie
- 1983 (2006)
- Los Angeles (2008)
- Cosmogramma (2010)
- Until the Quiet Comes (2012)
- You're Dead! (2014)
- Flamagra (2019)